# Голованевск
Голова́невск (укр. Голованівськ) — посёлок в Кировоградской области Украины. Административный центр Голованевской поселковой общины и Голованевского района, в 7 км от железнодорожной станции Голованевск (на линии узкоколейной железно-дорожной линии Гайворон — Подгородная).

## История

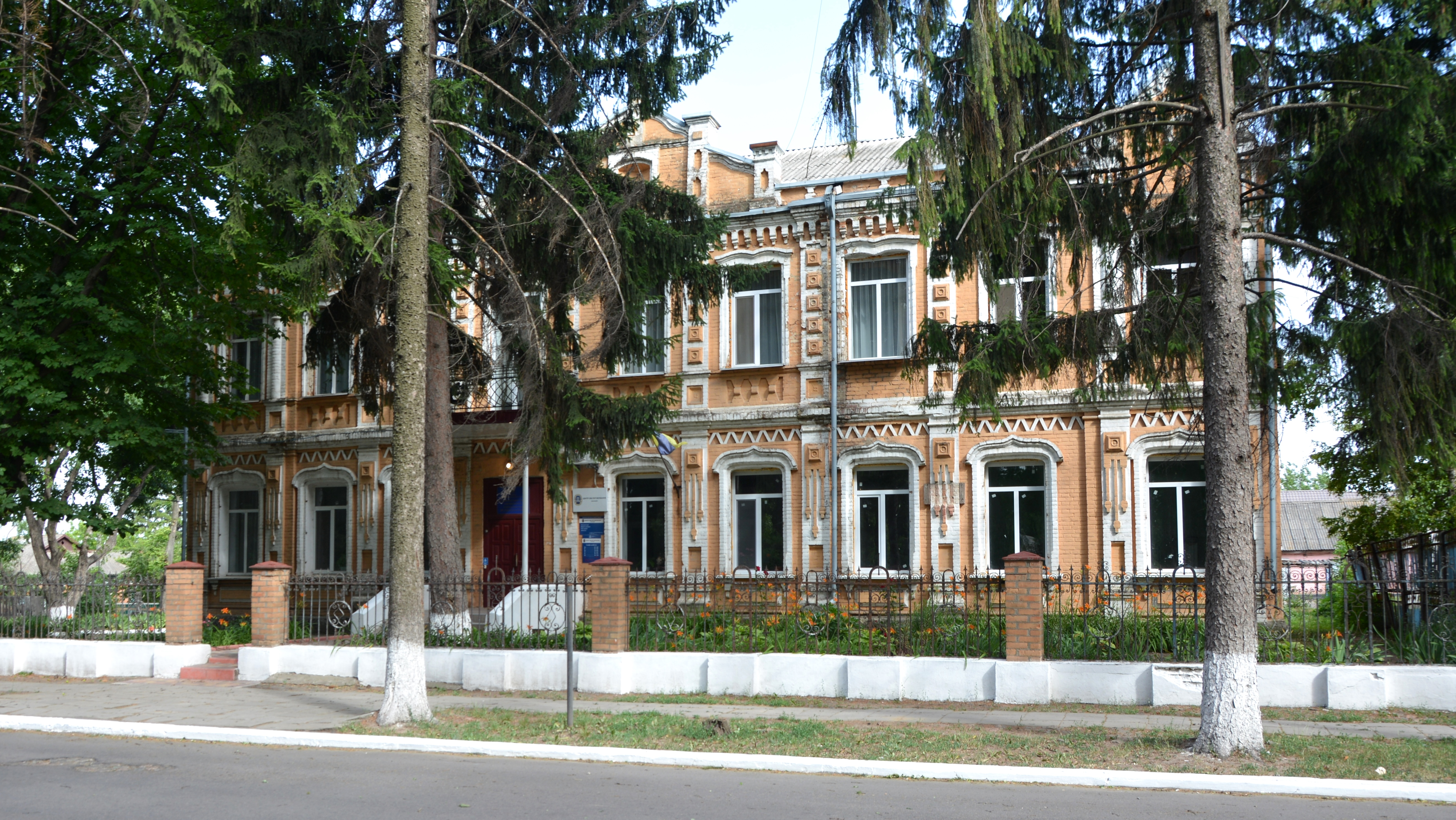
Игорный дом

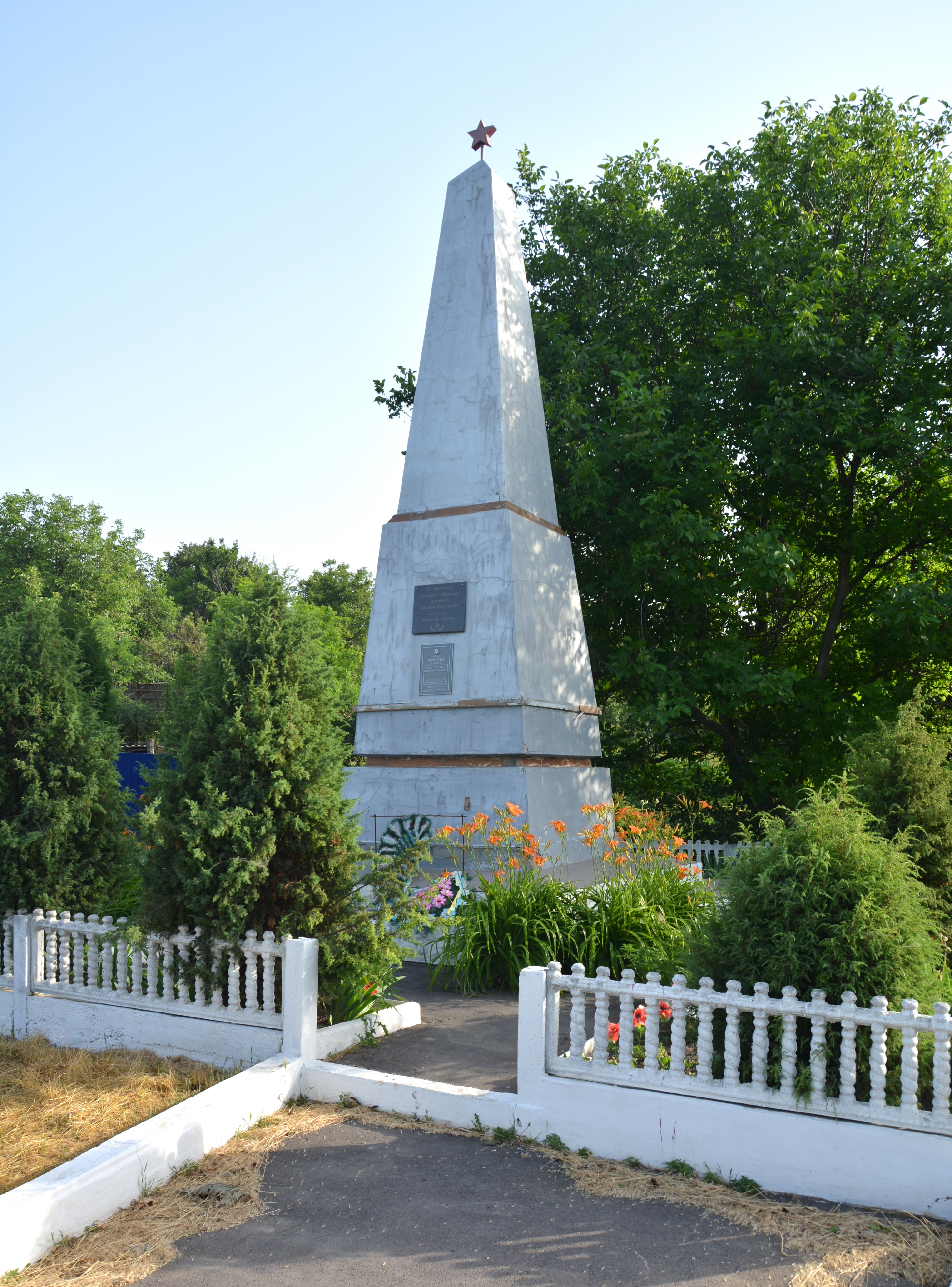
Место расстрела военнопленных

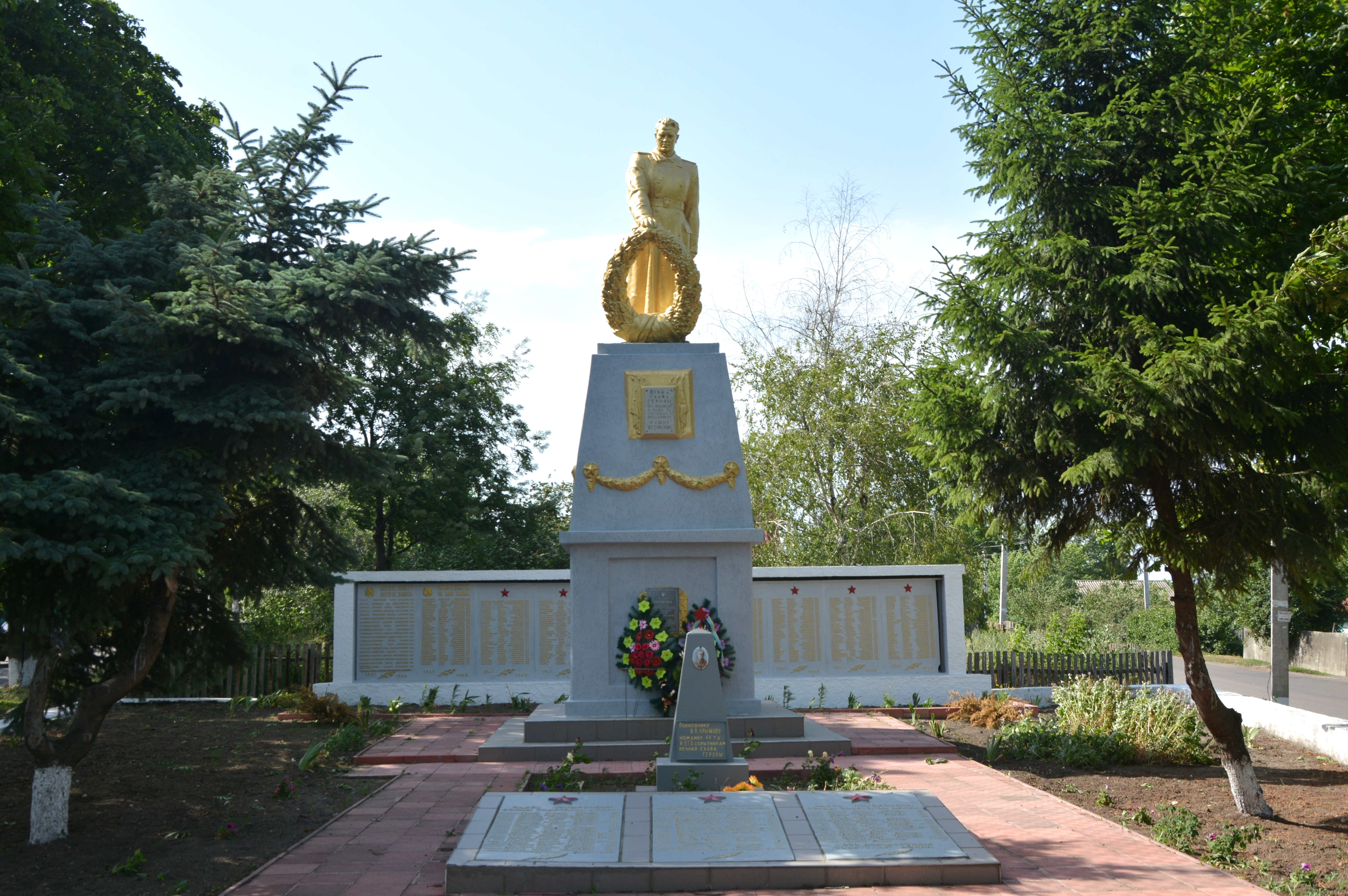
Братская могила советских воинов

В конце XIX века в Голованевске было 8148 жителей, из коих 4320 евреев. В городе действовали православная церковь, костел, синагога.
В 1917 году в Голованевске для защиты от возможных погромов была сформирована еврейская дружина самообороны, однако в 1919 году еврейские вооружённые отряды были разгромлены белогвардейцами. По утверждению участников дружины Бориса Шмидта и Якова Зайдмана, её основатель и руководитель Хаим Острой при этом был казнён.
В советское время в посёлке были сооружены маслодельный завод и промышленный комбинат.
6 марта 1932 года началось издание районной газеты.
В ходе Великой Отечественной войны 5 августа 1941 года селение было оккупировано наступавшими немецкими войсками. В период оккупации здесь находился концентрационный лагерь для советских военнопленных.
В январе 1989 года численность населения составляла 7066 человек.
По состоянию на 1 января 2013 года численность населения составляла 6133 человека.